# ناتیا پانتسولایا
ناتیا پانتسولایا (اوکراینی: Натія Панцулая؛ زادهٔ ۲۸ دسامبر ۱۹۹۱) بازیکن فوتبال اهل اوکراین است.
از باشگاه‌هایی که در آن بازی کرده‌است می‌توان به باشگاه فوتبال زنان اتلتیکو مادرید اشاره کرد.
وی همچنین در تیم‌های ملی فوتبال Ukraine women's national under-19 football team و زنان اوکراین بازی کرده‌است.